# 塘路湖
塘路湖（とうろこ）は、北海道東部、標茶町にある淡水湖。釧路湿原で最大の湖である。釧路湿原国立公園に含まれる。

## 地理
釧路市の北東約20kmに位置しており、東西6.5km、南北2.5kmで東西に細長い湖である。湖水は東側のアレキナイ川やオモシロンベツ川などから流入し、西側の釧路川へ流出している。
- 流入河川 : エネコロンベツ川、バルマイ川、アレキナイ川、ホマカイ川、オモシロンベツ川等、数本の中小河川
- 流出河川 : 水路を介して釧路川に流出する。

## 湖名の由来
湖畔にかつて「トオロコタン」というアイヌの集落（コタン）があったことによる地名・湖名で、アイヌ語の「トオロ（to-or）」（沼・の所）に由来する。

## 歴史
- 成因は海の後退による海跡湖。

## 自然

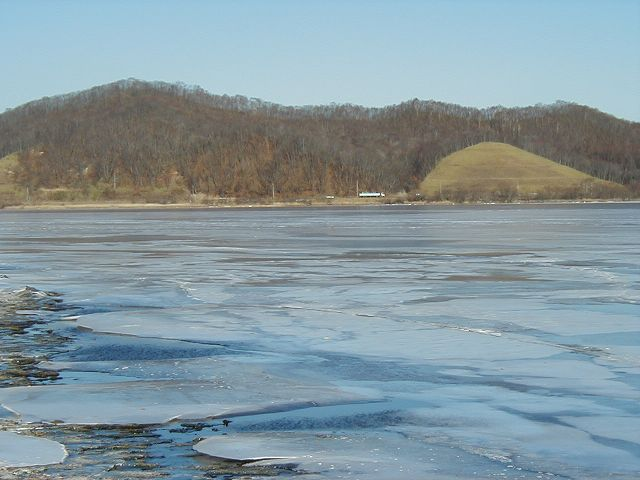
湖面

塘路湖周辺は釧路湿原国立公園の特別地域で、鳥獣保護区でもある。
1970年代の調査では、スナヤツメ、イトウ、エゾイワナ、ワカサギ、イシカリワカサギ、ウグイ、エゾウグイ、ヤチウグイ、コイ、フナ、ドジョウ、ウナギ、イバラトミヨ、ウキゴリ、ジュズカケハゼ、ヌマチチブが通年棲み、季節によりサケ、アメマスが見られた。ワカサギは他の湖から移入されたものだが、現在では多く生息し、冬季はワカサギ釣りが盛んである。また地元漁協によりワカサギ漁も行われている。
クロイサザアミは、海跡湖に現われるアミ目の小さな甲殻類で、このあたりが温暖な海だったころに入りこみ、湖に取り残された種である。また、外来種であるウチダザリガニの侵入が確認されている。
- 鳥類:オジロワシ、アオサギ、トビ、タンチョウなど。
- 絶滅危惧種の藻類マリモが生息している。

## 利用
アイヌ民族にとっては、貴重な食糧であったヒシの実（ペカンペ）の産地であった。

現在の湖畔にはキャンプ場や塘路湖エコミュージアムセンター「あるこっと」・標茶町の歴史を展示する「標茶町郷土館」等の施設が集中的に整備される。また冬は湖畔において犬ぞりレースが行われる。
陸別町にテストコースが完成するまでの間、日産自動車は冬期の寒地テスト内の凍結路面での検査を湖面上を使用して行っていたと渡邉衡三は証言している。

## 交通
- 北海道旅客鉄道（JR北海道）釧網本線の塘路駅下車。